# Bauke van Hout
Bauke Gosse van Hout (Balk, 16 augustus 1917 – Oudemirdum, 19 juli 1984) was een Nederlands bestuurder (CHU, later CDA). 
Hij werd geboren als zoon van Klaas van Hout (1877-1959) en Antje Haga (1878-1962). Hij begon zijn ambtelijke loopbaan als volontair bij de gemeentesecretarie van Gaasterland waar zijn vader sinds 1913 gemeentesecretaris was. Vervolgens werkte hij bij de gemeente Doniawerstal (gemeentehuis Langweer) als adjunct-commies.
Op 9 juni 1943 werd hij samen met de gemeentesecretaris Sierk Plantinga (zijn latere schoonvader) gearresteerd op verdenking van uitgifte persoonsbewijzen met een valse naam aan Nederlandse Joden. Zij werden overgebracht naar het politiebureau te Sneek en daar in een cel ingesloten. Op 13 juni 1943 werden Plantinga en Van Hout beiden van Sneek overgebracht naar de Polizeigefängnis te Scheveningen, ook wel bekend als het ‘Oranjehotel’. Sierk Plantinga en zijn secretariemedewerker hadden inderdaad de persoonsbewijzen met de valse namen verstrekt. Plantinga en Van Hout werden op 20 september 1943 wegens gebrek aan bewijs weer in vrijheid gesteld. Een overval op 4 juni 1943 op het gemeentehuis/distributiekantoor van Langweer door een verzetsgroep uit het Groningse Bedum waarbij een groot aantal blanco genummerde persoonsbewijzen werd buitgemaakt, maakte het vaststellen dat er door hen met persoonsbewijzen was geknoeid onmogelijk. 
Bauke van Hout verbleef in Scheveningen in celnummer 372. Sierk Plantinga bewoonde in die drie maanden celnummer 548. Na zijn vrijlating dook Van Hout onder en sloot zich daarna aan bij de Binnenlandse Strijdkrachten (Knokploeg Gaasterland ‘de Watergeuzen’) en was onder andere betrokken bij wapendroppings in Gaasterland.
Na de oorlog trad Bauke van Hout in dienst bij de gemeente Naarden. Van Hout was daar adjunct-commies eerste klas voor hij in september 1952 benoemd werd tot burgemeester van Marken. Op 17 oktober 1957 werd het eiland Marken met een dijk verbonden aan het vasteland van Noord-Holland. In augustus 1973 volgde zijn benoeming tot burgemeester van de Gelderse gemeente Zelhem. In september 1981 ging hij vervroegd met pensioen en op 19 juli 1984 overleed hij op 66-jarige leeftijd.

## Privé
Bauke van Hout trouwde in 1946 met Mientje Plantinga met wie hij vier kinderen kreeg. Bauke van Hout was drager van het verzetsherdenkingskruis en ridder in de Orde van Oranje-Nassau. Drie broers van Van Hout werden ook burgemeester: Johannes in Hennaarderadeel (1945) en Wymbritseradeel (1957), Thijs in Stavoren (1956) en Henk in Gramsbergen (1958). Baukes zoon Arend van Hout is eveneens burgemeester. 